# Клемм, Генрих
Генрих Клемм (Klemm; 1819 — 1886) — немецкий книготорговец, коллекционер.

## Биография
Сын деревенского портного, рано осиротел. С детства работал, зарабатывая на жизнь. Много читал.
В возрасте 13 лет вместе со своим старшим братом Карлом поступил в ученики к портному в соседнем городе Вильсдрафф за счет общины. После окончания ученичества, отправился в путешествие по Германии.
В 1844 году поселился в Лейпциге вместе со своим братом, который много лет работал в важных парижских мастерских, и основал специальный колледж для портных . В 1846 году появилась его первая работа: «Полный учебник по современному искусству пошива и обработки всей мужской одежды». В 1847 году стал редактором Voigt в Веймаре и решил полностью посвятить себя книжной торговле и литературной деятельности.
В 1850 переехал в Дрезден, где женился и основал издательство H. Klemms Verlag, где публиковал собственные работы, в основном учебники и справочники. Среди прочего, в 1871 году он опубликовал документ, посвященный процессу плоскотипии для производства клише, который подходил для печати широкоформатных шаблонов для модных газет.
Коллекционер. Его богатое собрание инкунабул было в 1885 приобретено саксонским правительством и стало основой для Лейпцигского музея книжного дела. Клемм напечатал: «Illustriertes Handbuch der höhern Bekleidungskunst» (Лейпциг, 1846; 50 изд., Дрезден, 1892).